# Wilhelm Jakob Schweiker
Wilhelm Jacob Schweiker (* 1859 in Aalen; † 11. Februar 1927 in Augsburg) war ein schwäbischer Heimatforscher, Kommerzienrat, Begründer der Aalener Schubartania-Sammlung und des Geschichts- und Altertumsvereins Aalen.

## Leben
Wilhelm Jacob Schweiker wurde 1859 in Aalen als Sohn des Schuhmachermeisters Jacob Schweiker geboren. Nach dem Besuch der Volksschule und der Lateinschule begann er eine kaufmännische Lehre im Textilgeschäft G. D. Krauß. Nach der Lehre wechselte er von dort in die Wichsefabrik Gebr. Seydelmann über, die später mit der Firma Krauss-Glinz zur Union A. G. mit der Zentrale in Augsburg fusionierte. Dort lebte er ab 1892 und war zuletzt als Generaldirektor der Union A.G. tätig.
Schweikers Interesse galt zeitlebens der Förderung der Heimatpflege in seiner Heimatstadt Aalen. Er begründete die erste Sammlung über den schwäbischen Dichter Christian Friedrich Daniel Schubart, deren noch erhaltener Teil sich heute im Stadtarchiv Aalen befindet. Auch die Errichtung des Schubartdenkmals 1891 in Aalen geht auf seine Initiative zurück. Des Weiteren sammelte er allerlei Geschichtliches mit Bezug auf Aalen und eröffnete 1907 das Aalener Heimatmuseum, welches allerdings etwa 10 Jahre später wieder schließen musste. Die Renovierung des Johanniskirchleins von 1923 geht ebenfalls auf seinen Anstoß zurück. Er stiftete seiner Heimatstadt zudem mindestens zwei Gedenktafeln: für Torhaus und Linde, sowie für Oskar von Schwarzkopf, der in Aalen geboren wurde. Aktiv war Schweiker auch im Historischen Verein Schwaben und Neuburg.

## Würdigungen
- Der Aalener Gemeinderat verlieh ihm 1907 das Ehrenbürgerrecht für seine Verdienste um die Vaterstadt.[2]
- In Aalen ist eine Straße nach ihm benannt.
- Der Geschichtsverein Aalen e. V. vergibt an die Schülerinnen und Schüler der Aalener Gymnasien, die in der schriftlichen Abiturprüfung im Fach Geschichte hervorragende Ergebnisse erzielt haben, den Wilhelm-Jakob-Schweiker-Preis.[5]